# Wild!
Pour les articles homonymes, voir Wild.
Albums de Erasure
The Innocents Live
(1989) Wild! Live
(1990)
Singles
Wild! est le 4e album studio du groupe anglais Erasure, paru au Royaume-Uni le 16 octobre 1989.
Tant au niveau des paroles que de la musique, cet album reste, avec The Circus et Loveboat, l'un des plus variés de la carrière du groupe. Il fut le deuxième album d'Erasure à se classer n°1 des ventes d'albums au Royaume-Uni et fut certifié double-disque de platine en 1990 dans ce même pays.
Les quatre singles qui en furent extraits connurent également un grand succès européen mais aucun ne parvint à séduire les États-Unis, à l'exception des remixs de Star qui ont été notablement joués dans le circuit des discothèques américaines.
Bien que non créditée dans le livret, la sentence « guilty! », hurlée à plusieurs reprises dans la chanson Drama!, est une contribution des frères Reid du groupe The Jesus and Mary Chain qui se trouvaient alors à enregistrer l'un de leurs albums dans un studio jouxtant celui d'Erasure.
La pochette de l'album Wild!, fut entièrement réalisée par les artistes français Pierre et Gilles. Selon un procédé dont ils sont coutumiers, ces derniers ont aussi retouché au pinceau leur photo de Vince Clarke et Andy Bell située à l'intérieur du livret. Pierre et Gilles ont également réalisé le thème automnal de la pochette (intérieure comme extérieure) de l'album Wild!les compositions florales des deux pochettes du single Drama! (1989).
Le 8 avril 2016, dans le cadre de la célébration des 30 ans d'Erasure, l'album Wild! est réédité au format vinyle 33 tours.
Le 29 mars 2019, pour les 30 ans de l'album, Mute Records réédite Wild! en édition double-CD Deluxe cartonnée, incluant : 
1. un premier CD répliquant l'album d'origine, en version nouvellement remasterisée
2. un deuxième CD compilant diverses versions remixées de chansons de l'album, certaines versions rares, d'autres plus courantes, quelques remixes inédits, et enfin quelques faces B initialement publiées sur les singles extraits de cet album
3. un livret d'une quinzaine de pages incluant une notice rétrospective de la conception de l'album

## Classement parmi les ventes de disques
| Pays                                   | Meilleure position |
| -------------------------------------- | ------------------ |
| Royaume-Uni                            | 1                  |
| Argentine                              | 3                  |
| Danemark                               | 3                  |
| Communauté économique européenne (CEE) | 6                  |
| Allemagne                              | 16                 |
| Suède                                  | 20                 |
| Suisse                                 | 24                 |
| Canada                                 | 46                 |
| États-Unis                             | 57                 |
| Australie                              | 107                |

## Détail des plages

### Édition originale, 1989
| 1.    | Piano Song (Instrumental) | 1:09 |
| 2.    | Blue Savannah             | 4:23 |
| 3.    | Drama!                    | 4:09 |
| 4.    | How Many Times?           | 3:17 |
| 5.    | Star                      | 3:54 |
| 6.    | La Gloria                 | 3:19 |
| 7.    | You Surround Me           | 3:58 |
| 8.    | Brother & Sister          | 3:24 |
| 9.    | 2000 Miles                | 3:39 |
| 10.   | Crown of Thorns           | 4:00 |
| 11.   | Piano Song                | 3:14 |
| 38:13 |                           |      |

### Réédition deluxe, 2019
| CD 1 – WILD! (remasterisé) | CD 1 – WILD! (remasterisé) | CD 1 – WILD! (remasterisé) | CD 1 – WILD! (remasterisé) | CD 1 – WILD! (remasterisé) | CD 1 – WILD! (remasterisé) | CD 1 – WILD! (remasterisé) | CD 1 – WILD! (remasterisé) | CD 1 – WILD! (remasterisé) | CD 1 – WILD! (remasterisé) |
| No                         | Titre                      | Durée                      |                            |                            |                            |                            |                            |                            |                            |
| -------------------------- | -------------------------- | -------------------------- | -------------------------- | -------------------------- | -------------------------- | -------------------------- | -------------------------- | -------------------------- | -------------------------- |
| 1.                         | Piano Song (Instrumental)  | 1:09                       |                            |                            |                            |                            |                            |                            |                            |
| 2.                         | Blue Savannah              | 4:23                       |                            |                            |                            |                            |                            |                            |                            |
| 3.                         | Drama!                     | 4:09                       |                            |                            |                            |                            |                            |                            |                            |
| 4.                         | How Many Times?            | 3:17                       |                            |                            |                            |                            |                            |                            |                            |
| 5.                         | Star                       | 3:54                       |                            |                            |                            |                            |                            |                            |                            |
| 6.                         | La Gloria                  | 3:19                       |                            |                            |                            |                            |                            |                            |                            |
| 7.                         | You Surround Me            | 3:58                       |                            |                            |                            |                            |                            |                            |                            |
| 8.                         | Brother & Sister           | 3:24                       |                            |                            |                            |                            |                            |                            |                            |
| 9.                         | 2000 Miles                 | 3:39                       |                            |                            |                            |                            |                            |                            |                            |
| 10.                        | Crown of Thorns            | 4:00                       |                            |                            |                            |                            |                            |                            |                            |
| 11.                        | Piano Song                 | 3:14                       |                            |                            |                            |                            |                            |                            |                            |
| 38:13                      |                            |                            |                            |                            |                            |                            |                            |                            |                            |

| CD 2 – B-SIDES, REMIXES & RARITIES (remasterisés) | CD 2 – B-SIDES, REMIXES & RARITIES (remasterisés) | CD 2 – B-SIDES, REMIXES & RARITIES (remasterisés) | CD 2 – B-SIDES, REMIXES & RARITIES (remasterisés) | CD 2 – B-SIDES, REMIXES & RARITIES (remasterisés) | CD 2 – B-SIDES, REMIXES & RARITIES (remasterisés) | CD 2 – B-SIDES, REMIXES & RARITIES (remasterisés) | CD 2 – B-SIDES, REMIXES & RARITIES (remasterisés) | CD 2 – B-SIDES, REMIXES & RARITIES (remasterisés) | CD 2 – B-SIDES, REMIXES & RARITIES (remasterisés) |
| No                                                | Titre                                             | Durée                                             |                                                   |                                                   |                                                   |                                                   |                                                   |                                                   |                                                   |
| ------------------------------------------------- | ------------------------------------------------- | ------------------------------------------------- | ------------------------------------------------- | ------------------------------------------------- | ------------------------------------------------- | ------------------------------------------------- | ------------------------------------------------- | ------------------------------------------------- | ------------------------------------------------- |
| 1.                                                | Sweet, Sweet Baby (The Moo Moo mix)               | 5:12                                              |                                                   |                                                   |                                                   |                                                   |                                                   |                                                   |                                                   |
| 2.                                                | Drama! (Richard Norris mix)                       | 6:39                                              |                                                   |                                                   |                                                   |                                                   |                                                   |                                                   |                                                   |
| 3.                                                | Blue Savannah (Mark Saunders 12" mix)             | 6:51                                              |                                                   |                                                   |                                                   |                                                   |                                                   |                                                   |                                                   |
| 4.                                                | Piano Song (Live at the London Arena)             | 3:34                                              |                                                   |                                                   |                                                   |                                                   |                                                   |                                                   |                                                   |
| 5.                                                | Runaround on the Underground (Remix)              | 6:38                                              |                                                   |                                                   |                                                   |                                                   |                                                   |                                                   |                                                   |
| 6.                                                | How Many Times? (Alternative mix)                 | 3:16                                              |                                                   |                                                   |                                                   |                                                   |                                                   |                                                   |                                                   |
| 7.                                                | Supernature (Daniel Miller and Phill Legg remix)  | 6:52                                              |                                                   |                                                   |                                                   |                                                   |                                                   |                                                   |                                                   |
| 8.                                                | Star (Sould mix)                                  | 5:52                                              |                                                   |                                                   |                                                   |                                                   |                                                   |                                                   |                                                   |
| 9.                                                | No G.D.M. (Unfinished mix)                        | 4:24                                              |                                                   |                                                   |                                                   |                                                   |                                                   |                                                   |                                                   |
| 10.                                               | Drama! (Act 2)                                    | 5:37                                              |                                                   |                                                   |                                                   |                                                   |                                                   |                                                   |                                                   |
| 11.                                               | Brother and Sister (Live at the London Arena)     | 3:32                                              |                                                   |                                                   |                                                   |                                                   |                                                   |                                                   |                                                   |
| 12.                                               | Dreamlike State (7" A Cappella mix)               | 3:29                                              |                                                   |                                                   |                                                   |                                                   |                                                   |                                                   |                                                   |
| 13.                                               | You Surround Me (Gareth Jones mix)                | 6:17                                              |                                                   |                                                   |                                                   |                                                   |                                                   |                                                   |                                                   |
| 14.                                               | 91 Steps (6 Pianos mix)                           | 5:24                                              |                                                   |                                                   |                                                   |                                                   |                                                   |                                                   |                                                   |
| 73:42                                             |                                                   |                                                   |                                                   |                                                   |                                                   |                                                   |                                                   |                                                   |                                                   |